# 통합효소
레트로바이러스 통합효소(Integrase, IN)는 HIV와 같은 레트로바이러스에 의해 생성되는 효소로, 유전 정보를 감염 숙주 세포의 유전 정보에 통합시키는 역할을 한다. 레트로바이러스 통합효소는 박테리오파지 λ 통합효소와 같이 생명공학에서 사용되는 파지 통합효소(재조합효소)와 혼동되어서는 안된다.
바이러스 DNA 말단에 결합된 통합효소 고분자의 거대분자 집합체는 인타솜(Intasome)이라고 불린다. 통합효소는 레트로바이러스 사전 통합 복합체의 핵심 구성요소이다.

## 구조
모든 레트로바이러스 통합효소는 유연한 링커로 연결된 3개의 표준 도메인을 포함한다.
- N 말단 HH-CC 아연 결합 도메인 (Zn(II) 양이온의 배위에 의해 안정화된 3-나선 번들)
- 촉매 코어 도메인 (RNaseH fold)
- C 말단 DNA 결합 도메인(SH3 접힘)

개별 도메인의 결정 및 NMR 구조와 HIV-1, HIV-2, SIV, RSV의 통합효소의 2-도메인 구조가 보고되었으며, 첫 번째 구조는 1994년에 결정되었다. 생화학적 데이터 및 구조적 데이터는 레트로바이러스 통합효소가 사량체(이량체-이량체)로 기능하며, 3개 도메인 모두가 다량체화 및 바이러스 DNA 결합에 중요함을 시사한다. 또한 여러 숙주 세포 단백질이 통합 과정을 촉진하기 위해 통합효소와 상호작용하는 것으로 나타났다. 예를 들어, 숙주 인자, 인간 염색질 관련 단백질 LEDGF는 HIV 통합효소에 단단히 결합하고 HIV 사전 통합 복합체가 완성된다.
인체에 무해한 agent인 HFV(Human Foamy Virus)는 HIV 통합효소와 유사한 통합효소를 갖고 있으므로 HIV 통합효소 기능의 모델이 된다. 바이러스 DNA 말단에 조립된 HFV 통합효소의 2010년 결정 구조가 결정되었다.

## 기능 및 메커니즘
통합은 바이러스 RNA/DNA 의존성 DNA 중합효소 역전사 효소에 의한 이중 가닥 선형 바이러스 DNA의 생산 후에 발생한다.
통합효소의 주요 기능은 바이러스 DNA를 HIV 복제에 필수적인 단계인 숙주 염색체 DNA에 삽입하는 것이다. 통합은 바이러스 게놈(프로바이러스)의 영구적인 운반체가 되는 세포의 돌아오지 않는 지점이다. 통합은 레트로바이러스 감염의 지속성에 부분적으로 책임이 있다. 통합 후 바이러스 유전자 발현 및 입자 생성이 즉시 또는 미래의 특정 시점에 발생할 수 있으며, 시기는 프로바이러스를 호스팅하는 염색체 유전자좌의 활성에 따라 다르다.
레트로바이러스 통합효소는 두 가지 반응을 촉진한다.
● 3'-프로세싱, 바이러스 DNA의 양쪽 3' 말단에서 2개 또는 3개의 뉴클레오타이드가 제거되어 바이러스 DNA의 양쪽 3' 말단에 불변 CA 다이뉴클레오타이드가 노출된다.
● 처리된 바이러스 DNA의 3' 말단이 숙주 염색체 DNA에 공유 결합되는 가닥 전달 반응이 일어난다.
두 반응 모두 동일한 활성 부위에서 촉매되며 공유 단백질-DNA 중간체를 포함하지 않고 트랜스에스테르화를 수반한다.

## HIV

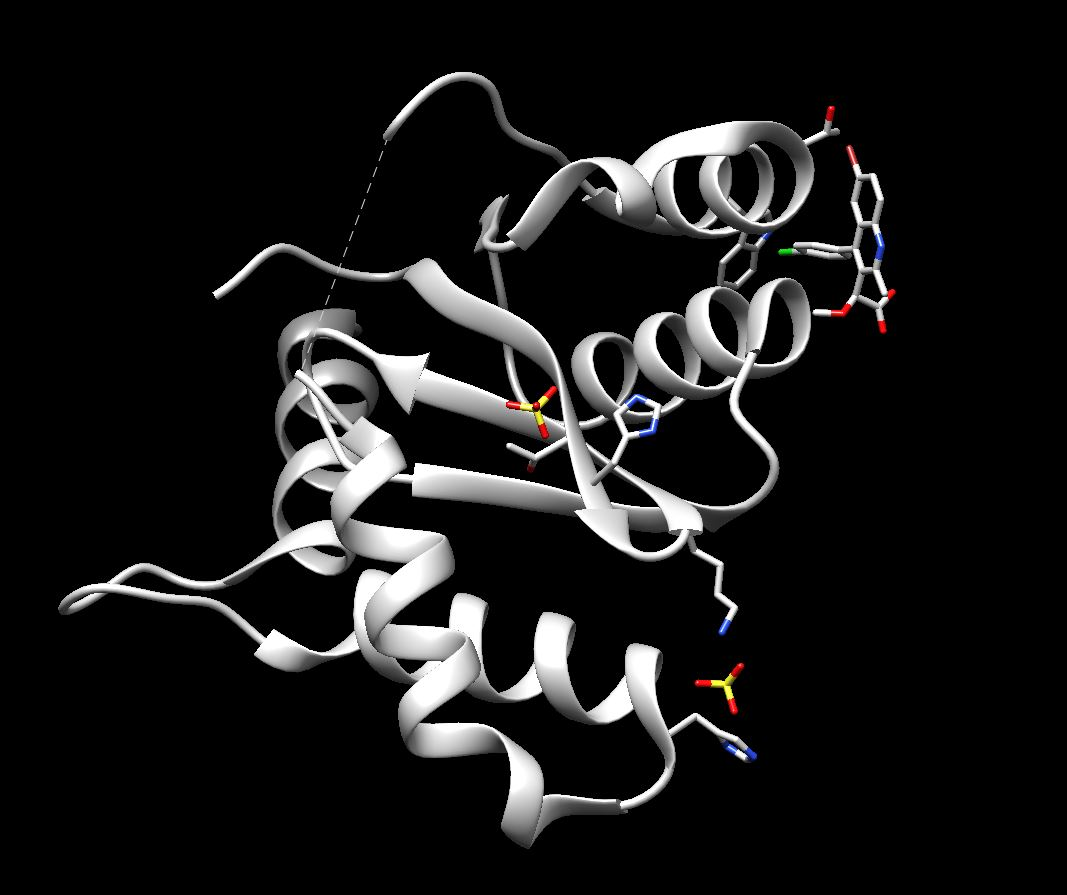
단백질 데이터베이스에서의 HIV 촉매 코어 도메인의 구조 사진

HIV 통합효소는 N 말단, 촉매 코어 도메인 및 C 말단의 세 가지 도메인으로 구성된 32kDa 바이러스 단백질이며, 각각은 HIV 통합효소의 효능에 기여하는 고유한 특성과 기능을 가지고 있다.
N 말단은 보존된 히스티딘, 사이토신, 아연 이온을 킬레이트화하는 사이토신 서열을 포함하는 50개의 아미노산 잔기로 구성되어 촉매 코어 도메인의 효소 활성을 더욱 강화한다. 금속 킬레이트화는 통합효소의 효과에 필수적이기 때문에 레트로바이러스 치료제 개발의 표적이 된다.
N 말단과 같은 촉매 코어 도메인은 보존된 DDE (Asp-Asp-Glu) 모티프가 통합효소의 핵산 중간 분해 효소 및 폴리뉴클레오타이드 전이 효소 기능에 기여하기 때문에 고도로 보존된 아미노산 잔기 (Asp64, Asp116, Glu152)를 포함한다. 이 영역의 돌연변이는 통합효소를 비활성화하고 게놈 통합을 방지한다.

### 통합 메커니즘
HIV의 이중 가닥 DNA 게놈의 합성에 이어, 통합효소는 양쪽 말단의 게놈 측면에 있는 긴 직렬 반복부에 결합다. 핵산 중간 분해 효소 활성을 사용하여 통합효소는 3'-프로세싱으로 알려진 처리에서 게놈의 양쪽 3' 말단에서 다이 또는 트리뉴클레오타이드를 절단한다. 절단의 특이성은 촉매 코어 도메인의 DDE 모티프와 상호작용하는 Mn2+ 및 Mg2+와 같은 보조 인자의 사용을 통해 개선되며, 이는 통합효소 기능에 대한 보조 인자로 작용한다.
새로 생성된 3'-OH 그룹은 SN2형 친핵성 공격을 통해 숙주 DNA의 포스포다이에스터 결합을 파괴한다. 3' 말단은 표적 DNA에 공유적으로 연결된다. 바이러스 게놈의 5' overhang은 숙주 복구 효소를 사용하여 절단되며, 동일한 효소가 프로바이러스를 형성하는 숙주 게놈으로 5' 말단의 통합을 담당하는 것으로 여겨진다.

### 항레트로바이러스 요법
2005년 11월, HIV 통합효소 억제제인 랄테그라빌에 대한 2상 연구의 데이터에 따르면 이 화합물은 강력한 항바이러스 활성을 가지고 있다. 2007년 10월 12일 미국 식품의약국(FDA)은 통합효소 억제제 랄테그라빌(상표명 이센트레스)를 승인했다. 두 번째 통합효소 억제제인 엘비테그라비르는 2012년 8월 미국에서 승인되었다.

## 같이 보기
- 통합효소 억제제
- 인테그론